# Jiří Novák
Jiří Novák (født 22. marts 1975 i Zlín, Tjekkoslovakiet) er en pensioneret tjekkisk tennisspiller, der blev professionel i 1993, og indstillede sin karriere i 2007. Han vandt igennem sin karriere 7 single- og 18 doubletitler, og hans højeste placering på ATP's verdensrangliste er en 5. plads, som han opnåede i oktober 2002.

## Grand Slam
Nováks bedste Grand Slam-resultat i singlerækkerne kom ved Australian Open, hvor han i 2002 nåede frem til semifinalen. Her tabte han dog til turneringens senere vinder, Thomas Johansson fra Sverige.